# 因河地区科普丰
因河地区科普丰是奥地利上奥地利州谢尔丁县的一个市镇。总面积33.34平方公里，总人口2033人，人口密度61.0人/平方公里（2005年）。